# Сяминское
Сяминское — деревня в Кирилловском районе Вологодской области.
Входит в состав Николоторжского сельского поселения, с точки зрения административно-территориального деления — в Волокославинский сельсовет.
Расстояние до районного центра Кириллова по автодороге — 30,7 км, до центра муниципального образования Никольского Торжка по прямой — 4 км. Ближайшие населённые пункты — Громуха, Волокославинское, Жилино.
По переписи 2002 года население — 1 человек.